# Juan Escobedo
Juan Escobedo es un actor, director y fotógrafo nacido y criado en San Diego, California, Estados Unidos.

### Cine
En 2007 Escobedo protagonizó a un veterano de guerra y dirigió el cortometraje “Soy Soldado de Irak”. La película generó numerosos galardones incluyendo el premio a Mejor Película del Programa Cultural Suizo en el festival de Películas de Cannes (2008). Fue nominada para el prestigioso premio Imagen (2009) el cual honora la representación positiva de los latinos en películas y televisión. Su otro trabajo como director incluye el filme “Ruby” para Current TV. En el 2018 el cortometraje de Escobedo “Marisol”, el cual explora los horrores de la violencia doméstica y el abuso infantil, ganó el premio a Mejor Cortometraje Dramático en el festival de películas Hollywood Reel Independent, además de ser galardonada con el premio a mejor actriz para las dos actoras principales en los festivales de película Women’s Independent y Playhouse West. El guion de Marisol también fue incluido en la colección permanente de la biblioteca Margaret Herrick de la Academia de Artes y Ciencias Cinematográficas (AMPAS) la cual está disponible para investigadores.

#### Fotografía
El departamento de asuntos culturales de Los Ángeles (DCA) empezó a publicar las fotografías de Juan Escobedo en el 2012 como parte de las celebraciones del Mes de la Herencia de la ciudad de Los Ángeles, la cual se originó en 1949 cuando el alcalde Fletcher Bowron proclamó reconocer el mes de la herencia afrodescendiente. Desde entonces la ciudad ha decidido celebrar varios meses de herencia, consistentes con observancias mensuales designadas por el gobierno federal. Muchas ciudades celebran la herencia cultural de los residentes durante estas celebraciones mensuales.
Trash and Tears es una serie fotográfica iniciada por Escobedo en el 2016, en la cual el fotografía a actores y modelos con basura presente alrededor de la ciudad. En ella Escobedo intenta explorar los problemas de la acumulación de objetos, salud mental, los ingresos, el grafiti y la adicción a través de la basura entre la población con y sin hogar. La serie también es un comentario sobre el descuido de las personas que se niegan a recoger su propia basura o reciclar. Por lo tanto, la basura se acumula en partes de la ciudad poniendo una carga económica y laboral adicional en la Ciudad de Los Ángeles. A menudo las fotos son tomadas un poco después de que los campamentos de personas sin hogar son desmantelados, dejando atrás las pertenencias personales y atesoradas por estas personas, las cuales otros ven como basura.

## El Festival de Películas del Este de los Ángeles (East LA Film Festival)

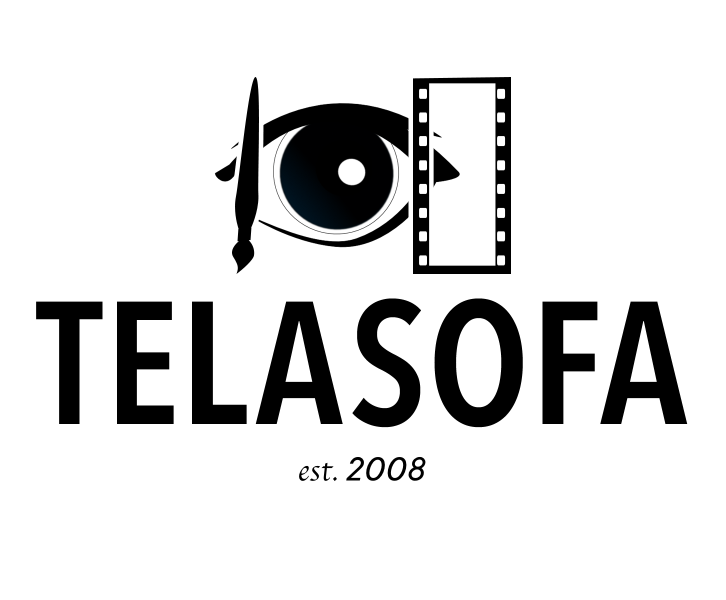

En 2004 Escobedo fundó la Sociedad de Películas y Arte del Este de los Ángeles (TELASOFA) y el Festival de Películas del Este de los Ángeles. TELASOFA es una organización sin fines de lucro dedicada a “provocar ideas e inspirar soluciones “para la juventud. 
En 2020, Juan Escobedo, fundador de The East LA Society of Film and Arts, se asoció con el actor Carlos Carrasco, fundador del Festival de Cine Panameño Los Ángeles y Los Angeles Times en Español para crear contenido en línea mientras estaba en cuarentena durante la pandemia del COVID-19. La colaboración pasó a conocerse como Virtual-Arte (Arte virtual).